# Rio Lagorai
Il Rio Lagorai è un corso d'acqua della val di Fiemme, lungo circa 10 km. È tributario di sinistra dell'Avisio, che nasce presso i laghetti di Lagorai siti nella testata della Valle dei Laghetti a quota 2270 m. nel comune di Tesero, al cospetto delle cime Lastè de le Sute (2616 m), Cima di Lagorai (2530 m) e Cima delle buse dall'Or (2546 m)
Incide in direzione N-O l'omonima valle fino a quota 2028 m. dove piega bruscamente verso N-E percorrendo la valle chiamata Il Vallone. 
A quota 1876 m. riceve da destra il Rio dei Pieroni (proveniente dal Cimon di Lasteoto 2544 m.) e sfocia nel Lago di Lagorai (quota 1870 m., superficie 93000 m², lunghezza 670m., larghezza 300 m., profondità 29 m.) Il Rio Lagorai esce quindi dal lago e forma una cascata, incide ora la Valle di Lagorai in direzione N-O e giunto a quota 1438 m. riceve da sinistra il Rio Bombasel (proveniente dall'omonima valle) prosegue fino a quota 1230 m. ricevendo sempre da sinistra il Rio Val Fredda (proveniente dall'Alpe Cermis). Piega ora in direzione N segnando il confine tra i comuni di Tesero e Cavalese e sfociando nell'Avisio a valle dell'abitato di Lago di Tesero a quota 880 m.